# Arturo Ambrosio
Arturo Ambrosio (né le 3 décembre 1870 à Turin, et mort le 25 mars 1960 à Pancalieri) est un réalisateur et producteur de cinéma italien.

## Biographie
Diplômé en comptabilité, il travailla d'abord dans une entreprise textile. Passionné de photographie, il partit à Bâle pour se spécialiser dans cette branche. De retour à Turin en 1902, il quitta son emploi et ouvrit un commerce d'articles d'optique et de photographie.
Puis il se passionna pour la cinématographie et se rendit en France, en Angleterre et en Allemagne pour acquérir les connaissances y relatives. Cela conduisit Ambrosio à créer la maison Ambrosio e C. en 1906, qui devint l'année suivante la Società Anonima Ambrosio, ou Ambrosio Film, la première maison cinématographique italienne, dotée d'un atelier de production. S'y joignirent bientôt Giovanni Vitrotti et Roberto Omegna puis Luigi Maggi.  Ambrosio fut parmi les premiers grands producteurs italiens, se lançant avec le film Les derniers jours de Pompéi (Gli ultimi giorni di Pompei) de 1908, dans la production internationale de films historiques en costume.
Il fut également réalisateur pour certains films comme Galileo Galilei (1909) et Amleto (1914).
En 1923, il quitta la direction de sa société, qui était en crise depuis la fin de la Première Guerre mondiale et fit faillite un an plus tard, et s'établit à Rome en tant que directeur technique et artistique de l'Unione Cinematografica Italiana. Il réalisa une nouvelle version du film Quo vadis ? tournée en 1924.
Après une pause, il reprit ses activités cinématographiques en 1939 en tant que directeur de production de la maison Scalera Film de Rome, ce jusqu'en 1945, puis se retira définitivement du monde du cinéma.

## Filmographie partielle

### Réalisateur
- 1908 : Les Derniers Jours de Pompéi (Gli ultimi giorni di Pompei), réalisé avec Luigi Maggi
- 1911 : Les Noces d'or (Nozze d'oro), réalisé avec Luigi Maggi

### Producteur
- 1914 : Il dottor Antonio d'Eleuterio Rodolfi
- 1916 : L'isola tenebrosa de Carlo Campogalliani
- 1916 : La collana della felicità de Carlo Campogalliani